# ال‌اچ‌اس ۲۸۸

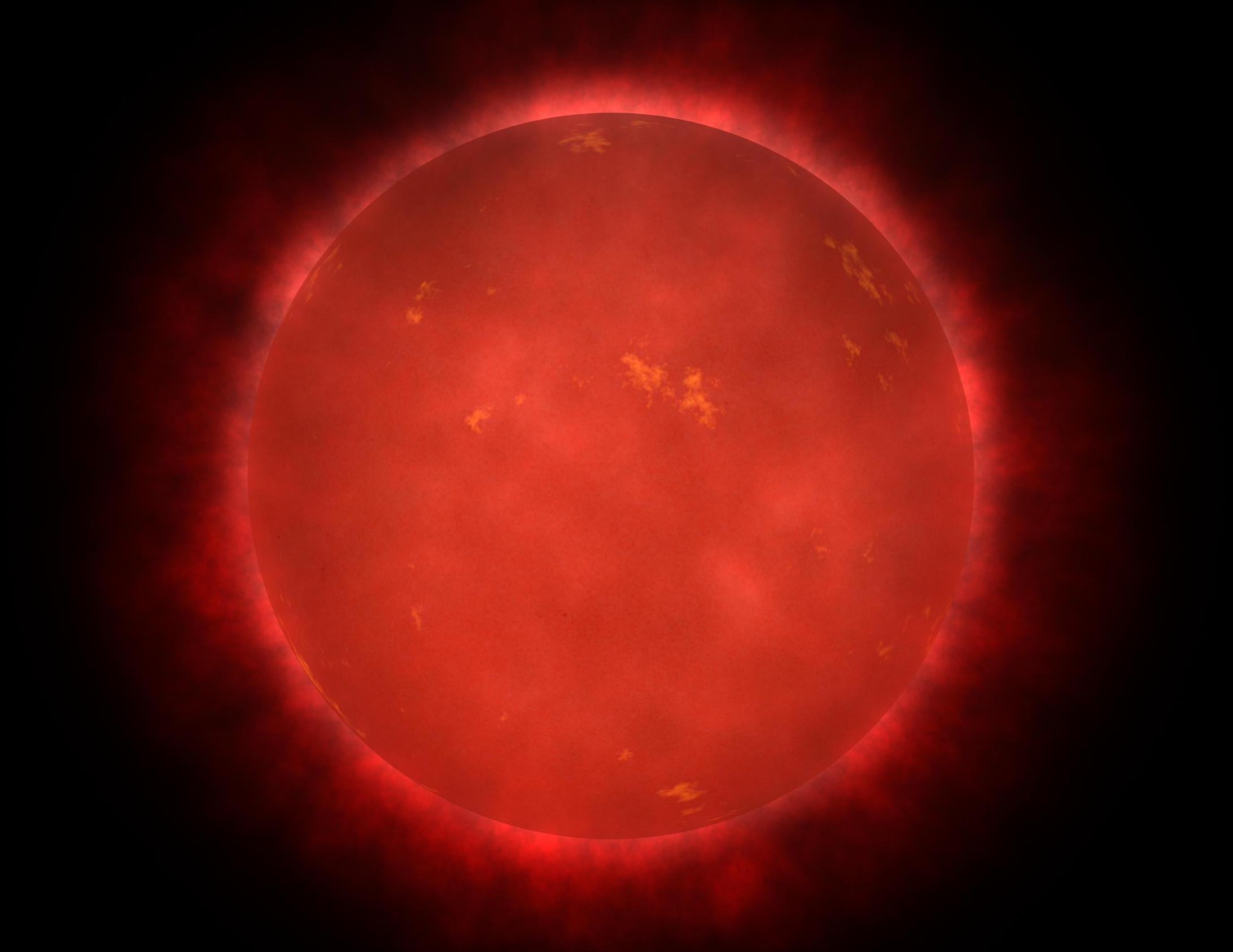
ال‌اچ‌اس ۲۸۸

ال‌اچ‌اس ۲۸۸ یک ستاره است که در صورت فلکی شاه‌تخته قرار دارد.